# Slabika
Slabika je označována jako nejmenší přirozená jednotka řeči. Proud řeči můžeme obvykle rozdělit na konkrétní počet slabik a každá taková výpověď obsahuje alespoň jednu slabiku, např. v češtině tříslabičné slovo ja-ho-da. Jedná se tedy o skupinu hláska (samohlásek či souhlásek), které jako celek pomáhají organizovat řeč  . Slabiky jako skupiny hlásek se podílí na fonologické struktuře nadřazených jednotek řeči .
Z hlediska výslovnosti můžeme slabiku popsat jako přechod od sevřenosti mluvních orgánů (tzv. striktury) k jejich otevřenosti (tzv. apertuře) a návrat zpět do výchozího bodu  .
Slabika je také považována za nejmenší prozodickou jednotku. Je nositelem základních prozodických vlastností, a to výšky, délky, hlasitosti a barvy hlasu  . Koncepty slabiky a přízvuku jsou základním východiskem metrické fonologie .

## Stavba slabiky
Slabika má svou vnitřní strukturu    . Můžeme ji rozdělit na préturu, jádro a kodu. Slabičné jádro (angl. nucleus) je obvykle tvořeno samohláskami. Bývá spojováno s dojmem slabičnosti a je nutnou podmínkou existence slabiky. Pokud ve funkci slabičného jádra stojí sonorní hlásky, označujeme je jako slabikotvorné (př. sl-za). Slabičná prétura (angl. onset) stojí vždy před jádrem, je tvořena souhláskami (v češtině maximálně čtyřmi, např. vzpřímený, výjimečně pěti, např. vzkvět [fskvj]) a její přítomnost není ve slabice vyžadována. Naopak za jádrem slabiky následuje slabičná koda (angl. coda), která je opět tvořena souhláskami (v češtině maximálně třemi, např. zábst, výjimečně čtyřmi, např. Ernst).
Přítomnost či nepřítomnost kody je klíčová pro klasifikaci slabik na otevřené či zavřené. Otevřené slabiky kodu nemají (např. v češtině se), zavřené slabiky ji mají (např. sen).
Na vnitřní stavbu slabiky bývá nahlíženo z různých hledisek . Ve slabice nemusíme kromě segmentů rozlišovat žádný další konstituent, avšak obvykle se vyčleňují alespoň tři prvky slabiky: prétura, jádro a koda. Některé přístupy zavádějí ještě hierarchické dělení slabiky na préturu a slabičný základ (angl. rhyme). Ten je tvořen spojením jádra a kody, mezi nimiž najdeme těsnější spojení než mezi jádrem a préturou. Z konceptu slabičného základu můžeme vycházet při klasifikaci lehkých a těžkých slabik (viz Slabičná váha).

## Sonorita
V řadě jazyků (a v ostatních jazycích u většiny slabik) lze popsat uspořádání segmentů ve slabice ve vztahu k jejich zvukovým vlastnostem, jež se promítají do konceptu sonority. Sonorita slabiky, případně také konkrétních hlásek v ní obsažených, může být definována jako soubor několika aspektů – akustické energie, intenzity, stupně otevření vokálního traktu, vnímané hlasitosti a dalších . Bývá také označována jako hlasitost hlásky porovnávaná vůči hláskám se stejnou délkou, výškou a přízvukem .
Sonoritní princip uspořádání vychází z nejčastější situace a stanovuje ideální průběh sonority ve slabice . Sonoritním vrcholem slabiky je jádro, tedy fáze apertury. Sonorita mezi ním a dalšími částmi slabiky buď klesá, nebo zůstává stejná. Obvykle platí, že čím dál od jádra konkrétní hláska stojí, tím má menší sonoritu. V jazycích ovšem nacházíme četné výjimky, např. české rty, rmoutit, msta, lkát, lžíce apod.

## Slabičná váha
Pojem slabičná váha se odvíjí od odlišného chování různých slabičných typů, tzv. lehkých a těžkých slabik. Bývá vyjadřována pomocí abstraktní jednotky móra  a podílí se např. na tvorbě rytmu řeči .
V češtině mohou být slabiky jednomórové čili lehké a v takovém případě se označují CV (C pro souhlásku, V pro samohlásku). Dvoumórové čili těžké slabiky označujeme jako CVX (X pro samohlásku nebo souhlásku). Slabičný základ pak obsahuje buď dlouhou samohlásku, nebo kombinaci samohlásky a souhlásky .

## Slabičné hranice
Určování hranic mezi slabikami se může řídit podle různých principů (viz přehled v ). Fonotaktický princip je nejdůležitější a vychází z požadavků konkrétního jazyka na to, které kombinace hlásek jsou v rámci slabičné prétury a kody přípustné. Hranice mezi slabikami uvnitř slov tak stanovujeme podle okrajů slov, kde jsou hranice známé, tj. totožné s hranicí slova. Výhodou je, že nevznikají prétury a kody, které by nebyly přípustné na okrajích slov.
Dalším možným principem pro určování slabičných hranic je například princip morfologický, který vychází z hranic mezi morfémy, a alofonický, jenž bere v potaz distribuci alofonů. Princip maximální prétury určuje slabičné hranice na základě mezijazykové preference pro otevřené slabiky. Podle této teorie by souhlásky stojící mezi dvěma samohláskami měly být přiřazeny jako prétura následující slabice.
Hranice však někdy bývá také nejasná (např. z protichůdných požadavků fonotaktiky), což lze řešit konceptem ambisylabicity. Ambisylabická souhláska náleží dvěma slabikám, figuruje tedy jako koda v jedné a zároveň jako prétura ve druhé slabice .